# Magdalena Ufnal
Magdalena Ufnal (ur. 10 listopada 1984 w Hrubieszowie) – polska sztangistka, występująca w kategorii +75 kg, mistrzyni i reprezentantka Polski, brązowa medalistka mistrzostw Europy.

## Życiorys
Jest wychowanką klubu MKS Unia Hrubieszów, w którym początkowo trenowała pchnięcie kulą, od 1999 podnoszenie ciężarów. Od 2003 występowała w barwach Budowlanych Opole. Jej największymi sukcesami w karierze był brązowy medal mistrzostw Europy w 2008 z wynikiem 237 kg (110 + 127)) i 9. miejsce w mistrzostwach świata (2005 z wynikiem 244 kg (109 +135)). Ponadto startowała jeszcze dwukrotnie w mistrzostwach świata (2006 – 19 m, 2007 – 13 m.) i trzykrotnie w mistrzostwach Europy (2005 – 5 m., 2006 – 6 m., 2007 – 4 m.).
Czterokrotnie zdobywała mistrzostwo Polski (2004, 2006, 2007, 2008) i dwukrotnie wicemistrzostwo (2003, 2005).
Jej karierę przerwała w 2008 kontuzja. W 2012 ogłosiła zakończenie kariery sportowej.
Rekordy życiowe - 248 kg (dwubój), 113 kg (rwanie), 135 kg (podrzut)